# Julien Cnudde
Pour les articles homonymes, voir Cnudde.
Julien Cnudde, né le 22 mai 1897 et mort à une date inconnue, est un footballeur international belge actif durant les années 1920. Il joue durant toute sa carrière à l'Union saint-gilloise en tant que défenseur, remportant un titre de champion de Belgique. Il est également champion olympique de football en 1920, mais il ne joue pas durant la compétition.

## Carrière en club
Julien Cnudde débute en 1919 dans l'équipe première de l'Union saint-gilloise. Il s'impose rapidement dans la défense unioniste et devient un des principaux joueurs du club. Ses bonnes prestations lui valent d'être appelé en équipe nationale belge pour disputer le tournoi de football des Jeux olympiques de 1920. Il ne dispute aucune rencontre mais il est malgré tout sacré champion olympique avec ses coéquipiers.
Au fil des saisons, Julien Cnudde conserve sa place de titulaire et remporte le titre de champion de Belgique en 1923. L'année suivante, il est rappelé chez les « Diables Rouges » et dispute une rencontre amicale en 1924. Il poursuit sa carrière jusqu'en 1928 et se retire alors du monde du football.

## Statistiques
| Saison                | Club                  | Championnat           | Championnat | Championnat | Coupe(s) nationale(s) | Coupe(s) nationale(s) | Total | Total |
| Saison                | Club                  | Division              | M.          | B.          | M.                    | B.                    | M.    | B.    |
| 1919-1920             | Union SG              | Division 1            | -           | -           | 0                     | 0                     | 0     | 0     |
| 1920-1921             | Union SG              | Division 1            | -           | -           | 0                     | 0                     | 0     | 0     |
| 1921-1922             | Union SG              | Division 1            | -           | -           | 0                     | 0                     | 0     | 0     |
| 1922-1923             | Union SG              | Division 1            | -           | -           | 0                     | 0                     | 0     | 0     |
| 1923-1924             | Union SG              | Division 1            | -           | -           | 0                     | 0                     | 0     | 0     |
| 1924-1925             | Union SG              | Division 1            | -           | -           | 0                     | 0                     | 0     | 0     |
| 1925-1926             | Union SG              | Division 1            | -           | -           | 0                     | 0                     | 0     | 0     |
| 1926-1927             | Union SG              | Division 1            | -           | -           | -                     | -                     | 0     | 0     |
| 1927-1928             | Union SG              | Division 1            | -           | -           | 0                     | 0                     | 0     | 0     |
| Total sur la carrière | Total sur la carrière | Total sur la carrière | 1           | -           | -                     | -                     | 1     | 0     |

## Carrière internationale
Julien Cnudde est sélectionné pour les Jeux olympiques d'Anvers en 1920 mais ne joue aucun match durant la compétition. Il doit attendre le 8 décembre 1924 pour disputer une rencontre avec les « Diables Rouges », un match amical contre l'Angleterre.
Le tableau ci-dessous reprend toutes les sélections de Julien Cnudde. Les matches qu'il ne joue pas sont indiqués en italique. Le score de la Belgique est toujours indiqué en gras.
| Date       | Compétition               | Adversaire      | Lieu          | Score | Remarque |
| ---------- | ------------------------- | --------------- | ------------- | ----- | -------- |
| 29/08/1920 | JO 1920 (quart de finale) | Espagne         | Anvers        | 3-1   |          |
| 31/08/1920 | JO 1920 (demi-finale)     | Pays-Bas        | Anvers        | 3-0   |          |
| 02/09/1920 | JO 1920 (finale)          | Tchécoslovaquie | Anvers        | 2-0   |          |
| 08/12/1924 | Match amical              | Angleterre      | West Bromwich | 4-0   |          |